# 괴르켐 옐탄
괴르켐 옐탄(튀르키예어: Görkem Yeltan, 1977년 1월 17일 ~ )은 터키의 배우이다. 아다나 국제 영화제 골든 볼 여자연기자상 2회(2009, 2011) 수상자이다.

## 출연 작품
- 위 워 다이닝 앤 아이 디사이디드 (2015)
- 더 셉템버 (2011)
- 무사와 클라라 (2009)
- 선 오브 더 선 (2008)